# Musine Kokalari
Musine Kokalari (n. 10 februarie 1917, Adana, Imperiul Otoman – d. 24 august 1983, Rrëshen, Regiunea Lezhë, Albania) a fost o prozatoare și om politic albanez în perioada precomunistă a Albaniei. Ea a fost fondatoarea Partidului Social-Democrat din Albania⁠(<span title="Partidul Social-Democrat din Albania|Partidului Social-Democrat din Albania la Wikidata">d) în 1943. Kokalari este considerată prima scriitoare femeie din Albania. După o scurtă implicare în politică în timpul celui de-al Doilea Război Mondial, ea a fost persecutată de regimul comunist din Albania și nu i s-a mai permis să scrie. A murit în sărăcie și izolare completă.

## Tinerețea
Musine Kokalari s-a născut la 10 februarie 1917 în Adana, în sudul Turciei, într-o familie originară din Gjirokastra, patriotică și activă din punct de vedere politic. S-a întors în Albania cu familia ei în 1920. Musine a fost educată din tinerețe pentru a dobândi un gust pentru cărți și învățare, deoarece fratele său Vesim a condus o librărie în Tirana la mijlocul anilor 1930. În 1938 a plecat la Roma pentru a studia literatura la Universitatea Sapienza și a absolvit în 1941 cu o teză despre Naim Frashëri. Experiența ei în Cetatea Eternă i-a dat o viziune efemeră într-o lume fascinantă a creativității intelectuale și unicul ei scop în viață după întoarcerea sa în Albania a fost să devină scriitor.
În 1943 ea a declarat unui prieten: „Vreau să scriu, să scriu, doar să scriu literatură și să nu aibă nimic de-a face cu politica”.

## Publicații
La vârsta de douăzeci și patru de ani, ea a publicat deja o primă colecție de optzeci de pagini cu zece povestiri în dialectul gjirokastrian: Așa cum îmi spunea bătrâna-mi mamă (în albaneză Siç me thotë nënua plakë), Tirana, 1941. Această colecție istorică, puternic inspirată de folclorul Tosk și de luptele zilnice ale femeilor din Gjirokastër, este considerată a fi prima operă literară scrisă și publicată vreodată de o femeie din Albania. Valoarea lor constă în dialectul foarte plin de viață din Gjirokastër și al morilor predominante din regiune. Kokalari a numit cartea „oglinda unei lumi trecută, calea tranziției de la fată cu melodiile ei și primii ani de căsătorie cu lumea femeii crescute, încă odată legată de lanțurile grele de sclavie față de fanatismul patriarhal”.
Trei ani mai târziu, în ciuda vicisitudinilor celui de-al Doilea Război Mondial, Kokalari, acum de douăzeci și șapte de ani, a putut să publice o colecție mai lungă de povești scurte și schițe intitulată „Cum s-a schimat viața” (în albaneză Sa u-tunt jeta), Tirana, 1944, cu un total de 348 de pagini care a propulsat-o — în atât de scurt timp — ca scriitor de substanță. Un al treilea volum al poveștilor sale folclorice a fost intitulat „În jurul inimii” (albaneză: Rreth vatrës), Tirana, 1944.

## După al Doilea Război Mondial

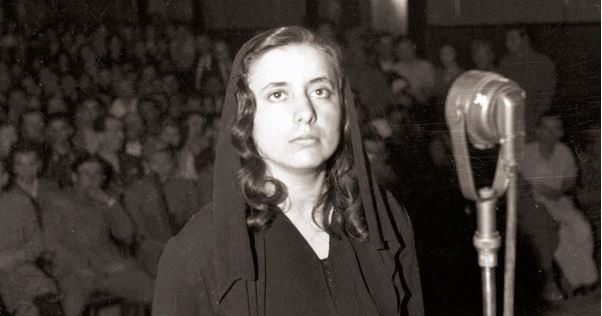
Fotografie făcută în timpul procesului din 1946.

Odată cu sfârșitul celui de-al Doilea Război Mondial, Kokalari a deschis o librărie și a fost invitată să devină membră a Ligii Albaneze a Scriitorilor și Artiștilor⁠(<span title="Liga Albaneză a Scriitorilor și Artiștilor|Ligii Albaneze a Scriitorilor și Artiștilor la Wikidata">d), creată la 7 octombrie 1945 sub președinția lui Sejfulla Malëshova⁠(d). Tot timpul a fost bântuită de executarea fără judecată a celor doi frați, Mumtaz și Vejsim, pe 12 noiembrie 1944 de către comuniști și a cerut în mod sincer dreptate și reparație. După ce a fost strâns asociată în 1944 cu noul partid social-democrat albanez și cu organul său de presă Zëri i lirisë (Vocea libertății), a fost arestată la 17 ianuarie 1946 într-o epocă de teroare concomitentă cu arestarea lui Malëshova, iar la 2 iulie 1946 a fost condamnată la douăzeci de ani de închisoare de către tribunalul militar din Tirana ca un sabotor și dușman al poporului.
Chiar înainte de arestarea sa, Kokalari a trimis o scrisoare Forțelor Aliate, care se aflau încă în capitala albaneză, Tirana. În scrisoarea ei, ea a cerut alegeri libere și libertatea de exprimare. La proces, Kokalari a declarat următoarele:
Nu trebuie să fiu comunist ca să-mi iubesc țara. Îmi iubesc țara chiar dacă nu sunt comunist. Îmi place progresul său. Vă lăudați că ați câștigat războiul, iar acum sunteți câștigătorul care doriți să-i stingeți pe cei pe care îi numiți adversari politici. Cred că sunt altfel decât tine, dar îmi iubesc țara. Mă pedepsești pentru idealurile mele!
În 1964, după 18 ani, în închisoarea din Burrel, regiunea Mat, izolată și sub supraveghere constantă, a petrecut următorii 19 ani de viață internată în lagăr în orașul Rrëshen, în nordul Albaniei, unde trebuia să lucreze ca măturătoare de străzi. Nu i s-a permis niciodată să-și reia scrisul.

## Recunoaștere

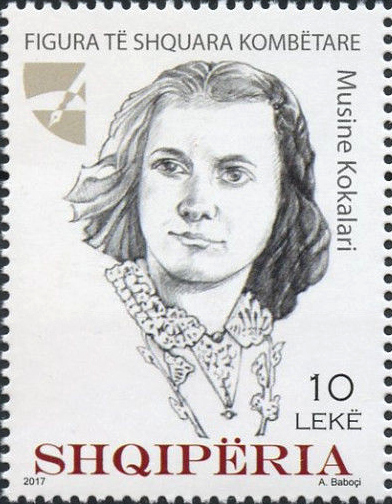
Kokalari pe o marcă poștală din Albania din 2017.

Kokalari a fost unul dintre primii 30 de scriitori încarcerați care au fost listați în 1960 de Comitetul celor Trei (precursori ai International PEN). În 1993, social-democrata Kokalari a fost declarată postum ca „Martor al Democrației” de către Sali Berisha. O școală din Tirana poartă acum numele ei.

## Vezi și
- Jolanda Kodra
- Selfixhe Ciu